# Vlasta Průchová
Vlasta Průchová (Ružomberok, 12 de juliol de 1926 – Praga, 16 de juny de 2006) va ser una cantant de jazz txeca. A partir de la segona meitat de la dècada de 1940, va anar consolidant la seva posició de lideratge en l'escena del jazz txec. Průchová era la mare del reconegut pianista i compositor txec-americà Jan Hammer.

## Biografia
Průchová va néixer de pares txecs que treballaven a Ružomberok, Eslovàquia en aquell moment. Va ser batejada pel sacerdot eslovac Andrej Hlinka. A finals de 1938, la família es va veure obligada a abandonar Eslovàquia i van residir a Praga.
Després de la Segona Guerra Mundial, Průchová va tenir la seva primera experiència amb la música jazz. Al "Filmové žně" (Festival de la Collita de Cinema) de Zlín va assistir a l'actuació del "conjunt d'estrelles del swing" Elit Club.V Entre els membres de la banda també hi havia el seu futur marit, Jan Hammer Sr. Més tard va veure les seves actuacions al Palau de Praga Metro, on la banda tocava al "swing pub" Akvarium. Des de la seva joventut, va mostrar un talent musical en el cant i Jan Hammer Sr. finalment la va persuadir per unir-se a la banda. El 1947, va començar a actuar al primer club de jazz de Praga, Pygmalion.V La banda va passar a anomenar-se "Rytmus 47". El mateix any es va casar amb Hammer. Pygmalion es va tancar l'any 1949 i després Průchová va cantar al llegendari saló de ball Lucerna Palace de Praga. Al mateix temps, també va col·laborar amb importants instrumentistes de jazz txecs Luděk Hulan, Ferdinand Havlík i altres.
A la dècada de 1950, Průchová —com a membre de l'Orquestra Karel Krautgartner— es va convertir en un dels participants amb més èxit del concurs de cançons txecoslovaques "Hledáme písničku pro všední den" (A la recerca d'una cançó per a la setmana).V El 1952, va ser votada com la millor cantant de jazz txeca en l'enquesta del samizdat Boptime.
A principis de la dècada de 1960, Průchová va continuar la seva carrera concertística juntament amb el seu marit, el cardiòleg i músic Jan Hammer Sr. Els seus fills, Jan i Andrea, s'ajuntaven ocasionalment amb el piano i la bateria. El seu pis es va convertir en un lloc de jam sessions habituals amb altres músics. En una d'aquestes ocasions, l'any 1965, va convidar a sopar el cantant de jazz i trompetista nord-americà Louis Armstrong, i van tocar junts.
El 1968, durant els dramàtics esdeveniments de la invasió de Txecoslovàquia del Pacte de Varsòvia, tota la família es va traslladar als Estats Units. Jan Hammer Sr. va rebre una beca d'investigació d'un any a Washington, D.C., i Jan Hammer Jr. va començar a estudiar al "Berklee College of Music"" de Boston. La seva estada als EUA va ser totalment legal però el retorn a Txecoslovàquia els va comportar problemes considerables. Jan Hammer Jr. va romandre als Estats Units, però la carrera mèdica del seu pare es va aturar. Andrea no va ser admesa per estudiar al Conservatori de Praga. L'estada d'un any en un país occidental era massa sospitosa per al règim comunista txecoslovac.
Průchová també es va veure afectada per l'estat comunista. Encara que se li va permetre actuar als clubs de Praga, se li va impedir fer nous enregistraments durant més de vint anys. Es va veure obligada a trobar una nova banda per a les seves actuacions en clubs i festivals de jazz regionals. Així va començar la seva col·laboració amb joves exponents de l'escena del jazz txec, Emil Viklický, i més tard amb el pianista Zdeněk Zdeněk.
Jan Hammer Sr. va morir el 2 de maig de 1989, uns mesos abans de la revolució de vellut txecoslovaca. Průchová va aparèixer a l'escenari després, als anys noranta i als primers anys del nou mil·lenni. Va morir el 16 de juny de 2006 a Praga.

## Estil
Průchová va ser un dels pioners del cant de jazz txec. El seu estil musical abasta diversos gèneres, des dels estàndards del jazz i el swing fins al bebop. A les dècades de 1950 i 1960 també va influir en l'estil de la música pop txeca amb el seu fraseig i dicció específics. Ella representa una part de la continuïtat del jazz txec a la segona meitat del segle xx. En els seus darrers anys Průchová rarament canviava el seu repertori, se la considera una exponent del "cant de jazz clàssic".
El musicòleg txec Lubomír Dorůžka la va anomenar "una persona clau del cant de jazz txec" en una de les seves publicacions especialitzades en jazz.
Antonín Matzner i Igor Wasserberger la van comparar amb la cantant de jazz nord-americana Ella Fitzgerald al seu llibre Jazzové profile (Jazz Profiles). Průchová fins i tot va adoptar una part del repertori estàndard de la Fitzgerald.
Průchová també va aparèixer al cinema. El 1951, va interpretar una cantant a la pel·lícula Criminal V trestném území (A l'àrea de penalització). El 2001, va aparèixer al documental Milý společník aneb Blues pro Luďka Hulana (Un agradable company o Blues per a Luděk Hulan).

## Discografia
- Tot és senzill (1961) - música: Jan Hammer Sr., acompanyament orquestral: Orquestra de ball de la Ràdio Txecoslovaca.
- The Man I Love (1965) - música: George Gershwin, amb Junior Trio.
- Aquesta nit (Arta, 1991) (Ar F 1 0027-2) - primers enregistraments després d'una pausa de 27 anys.
- Quite an ordinary, ordinary day [CD] (Bonton Music, 1997) (B 71 0567-2) - reedició dels seus enregistraments de 1958 a 1964.
- Vlasta Průchová - al principi hi havia blues [CD] (Supraphon, 2006) (SU 5708-2) - enregistraments de 1950 a 1977.